# Bollène
Bollène – miejscowość i gmina we Francji, w regionie Prowansja-Alpy-Lazurowe Wybrzeże, w departamencie Vaucluse.
Według danych na rok 2006 gminę zamieszkiwało 13 835 osób, a gęstość zaludnienia wynosiła 256 osób/km² (wśród 963 gmin regionu Prowansja-Alpy-Lazurowe Wybrzeże Bollène plasuje się na 48. miejscu pod względem liczby ludności, natomiast pod względem powierzchni na miejscu 131.).